# Nature & Progrès
Nature & Progrès è un marchio di agricoltura e cosmetici biologici. Fondato nel 1964, uno dei primi del settore, ha la particolarità di riunire nei processi decisionali professionisti e consumatori.
La certificazione Nature & Progrès è attribuita a produttori che rispettano una carta di principi e dei capitolati d'appalto, più stringenti rispetto ad altri marchi di agricoltura biologica. I principi cardinali sono due: i prodotti certificati devono essere salutari e di qualità, quindi rispettosi del benessere delle persone; al contempo, si deve garantire la sostenibilità ambientale e il rispetto del pianeta.

## Cronologia essenziale
- 1964: Fondazione dell'associazione e della rivista da parte di André Louis, ingegnere agronomo, Mattéo Tavera, architetto e dell'ingegnere civile André Birre. Il segretario è Claude Aubert.
- 1968: Primo congresso che riunisce 400 partecipanti.
- 1972: Primo capitolato d'appalto e costituzione dell'IFOAM (Federazione Internazionale dei Movimenti per l'Agricoltura Biologica).
- 1973: Prima attribuzione della certificazione Nature & Progrès.
- 1974: Organizzazione di un congresso internazionale che ospita 15˙000 persone.
- 1976: Organizzazione di Marjolaine (maggiorana), il primo grande salone pubblico sull'agricoltura, l'alimentazione biologica e l'ecologia con 30˙000 visitatori.
- 1986: Omologazione da parte di enti pubblici del primo capitolato d'appalto privato al mondo sulla produzione biologica.
- 1993: Nature e Progrès diventa un marchio collettivo.
- 1997: Forte mobilitazione di Nature & Progrès contro gli OGM.
- 1998: Creazione del capitolato d'appalto su cosmetici, prodotti per l'igiene e per il bucato.
- 1999: Aggiornamento dei capitolati d'appalto sul bestiame al fine di distinguersi dal regolamento europeo sul biologico, giudicato particolarmente lassista.
- 2000: Inizio della campagna "Salviamo i nostri mercati" con un gruppo di associazioni.
- 2001: Lancio della campagna "Il bio o gli OGM, occorre scegliere".
- 2003: Organizzazione di un seminario sul seed saving a Tolosa in collaborazione con la Confédération Paysanne, la FNAB (Fédération nationale d'agriculture biologique des régions de France) e il movimento per l'agricoltura biodinamica.
- 2005: Redazione del capitolato sugli alimenti trasformati e sulla ristorazione.
- 2008: Organizzazione del primo seminario internazionale sull'agroecologia ad Albi, nella regione francese del Midi-Pirenei.
- 2009: L'IFOAM parifica il sistema di garanzia partecipata di Nature & Progrès con quelli di terza parte fidata.[4]

## Il sistema di garanzia partecipata
Il primo capitolato d'appalto Nature & Progrès è stato stilato dai contadini in collaborazione con i consumatori. Tale cooperazione fra produttori e acquirenti è ora presente nelle Commissioni congiunte di licenza e di controllo, e nei Comitati di certificazione e di attribuzione del marchio. Il controllo costituisce l'opportunità di scambiare abilità e consente al produttore di far evolvere le proprie pratiche in modo trasparente. A tal riguardo, Nature & Progrès ha avviato un lavoro sullo sviluppo e sul riconoscimento istituzionale del proprio sistema di garanzia partecipata, per un controllo trasparente e diretto della produzione biologica.